# Строго контролисани возови (књига)
Строго контролисани возови (чеш. Ostře sledované vlaký) је новела из другог таласа послератне прозе Бохумила Храбала (чеш. Bohumil Hrabal). Први пут га је објавила 1965. године издавачка кућа "Чехословачки писац".  Прво издање код нас је објављено на хрватском језику 1970. године у преводу Николе Кршића.

## О аутору
Бохумил Храбал (28. март 1914, Брно, Чешка — 3. фебруар 1997, Праг), је један од најпознатијих чешких аутора. Дипломирао је право на Карловом универзитету али се никада није бавио правом. Радио је као продавац, у позоришту као радник на кулисама и статиста, као агент осигурања, трговачки путник, на пословима у фабрици и као канцеларијиски радник. Од 1963. године почиње да живи од писања, али је 1968. године осудио совјетску окупацију Чекословачке и то му доноси забрану објављивања до 1975. године. Најсрећније године Храбаловог стваралашта је у периоду од 1963. до 1969. године.

## О књизи
Бохумил Храбал је приликом креирања Строго контролисани возова био инспирисан стварним догађајем из периода Протектората Чешке и Моравске, а то је детонација немачког муницијалног воза од стране подгрупа герилске групе Подрипско у близини станице Стратов. Уједно, књига одражава и Храбалова искуства из станице Костомлати над Лабемом, где је Бохумил Храбал био на дужности диспечера на крају Другог светског рата.
Централна тема Храбалове књиге је формирање дечака у човека у време када се Други светски рат умешао у свакодневни живот обичних људи и променио њихов карактер. Радња се одвија у протекторату Бохемије током Другог светског рата 1945. године на територији где се налази мала железничка станица.

## Радња
Пре почетка приче, млади јунак новеле, Милош Хрма, у вези је са својом девојком Машом, диригенткињом, која се завршава сексуалним неуспехом када први пут покуша да оствари полни однос. Након овог неуспеха, покушава самоубиство, али је на срећу спашен. Касније, Милош се обучава као отправник на железничкој станици, поред које редовно пролазе немачки возови, углавном одлазећи и долазећи са и на фронт, носећи залихе или војнике. Током службе код свог изопаченог и бестидног учитеља, отправника возова Ладислава Хубичке, и шефа станице, који чува голубове и сања о унапређењу, упознаје господарову жену, али она одбија да помогне Милошу да доживи еротско искуство. Најзад, Милош упознаје партизанку Викторију Фраје, која му се допада, и са њом доживљава прво успешно сексуално искуство. Милош одлучује да учествује у саботажи и баца бомбу, коју је Викторија доставила станици, са семафора на један од немачких возова који пролазе. Милош се одлучује за акцију подизања у ваздух строго контролисаних возова немачке ратне композиције, наиме, кроз станицу треба да прође немачки воз пун оружја. У овој акцији митраљезац у возу, угледавши Милоша, погађа га мецима, а његово тело пада на воз.
Трагичан крај књиге Строго контролисани возови, снажног емотивног набоја, заменио је апсурдом рата снове и наде једног храброг младића, где иронично  изговара опраштајне речи упућене Немцима: "Требало је да седите на дупетима код својих кућа".

## Екранизација
На основу ове новеле снимљен је 1966. године познати истоимени филм награђен Оскаром, у режији Јиржија Менцела, са Вацлавом Некаром у главној улози. Као једини представник чешке кинематографије уврштен је међу сто најбољих филмова на свету.

### Референца
1. ↑  Databáze NK ČR, první vydání Ostře sledovaných vlaků
2. ↑  „Strogo kontrolirani vlakovi”. plus.cobiss.net. Приступљено 14. 11. 2022.
3. ↑  „Bohumil Hrabal”. britannica.com. Приступљено 14. 11. 2022.
4. ↑  „Bohumil Hrabal”. laguna.rs. Приступљено 14. 11. 2022.
5. 1 2  Uzelac, Dragan. „Bohumil Hrabal”. pulse.rs. Приступљено 14. 11. 2022.
6. ↑  „Ostře sledované vlaky”. csfd.cz. Приступљено 14. 11. 2022.